# 黑龙江橐吾
黑龙江橐吾（学名：Ligularia sachalinensis）为菊科橐吾属的植物。其种加词“sachalinensis”意为“库页的”。分布在俄罗斯以及中国大陆的东北等地，生长于海拔220米至900米的地区，多生于山坡草地、草甸子和水甸子，目前尚未由人工引种栽培。